# Archeuops
Archeuops es un género de coleópteros curculionoideos de la familia Attelabidae. En 2003 Legalov describió el género. Esta es la lista de especies que lo componen:
- Archeuops apapuanus Legalov, 2007
- Archeuops bongunsis Legalov, 2007
- Archeuops hartmanni Legalov, 2007
- Archeuops jekelii Legalov, 2007
- Archeuops papua Legalov, 2007
- Archeuops protibialis Legalov, 2007
- Archeuops sentanensis Legalov, 2007
- Archeuops vossi Legalov, 2007